# Брэдэцельский монастырь
Брэдэцельский монастырь (рум. Mănăstirea Brădățel) — женский монастырь в юрисдикции Православной старостильной церкви Румынии, расположенный близ Брэдэцел в Румынии.
Находится в 30 км к северу от города Пьятра-Нямц и в 10 км к северо-западу от коммуны Бодешть, на холме Брэдэцел, на высоте 570 метров над уровнем моря, в окружении лесов.

## История
Монастырь был основан в 1925 году. В период с 1927 по 1930 год в обители была построена небольшая часовня, которая в 1936 году была снесена государственными властями Румынии.
Возобровление обители относится к 1947 году. В 1948 году была избрана первая настоятельница — схимонахиня Макария (Самоила) (Macaria Samoila).
В 1948 году начато строительство церкви. Землетрясение 4 марта 1977 года серьезно повредило здание церкви, что обозначило необходимость строительства нового храма. Были предприняты многочисленные шаги для получения необходимого разрешения, однако, оно получено не было. В 1988 году по периметру старого деревянного храма началось возведение каменных стен нового храма. Приехавшие для сноса несанкционированных построек государственные служащие столкнулись с активным сопротивлением монахиней, вставших вокруг церкви живой цепью. Постройку оставили, но монастырь был подвергнут крупному штрафу.
Освящение новопостроенного храма состоялось 31 июля 1995 года и было совершено митрополитом Власием (Могырзаном). Храм благоустроен всем необходимым для совершения богослужений и хранит частицы многочисленных святых мощей святителей, преподобных и мучеников.
С 1971 года, по благословению митрополита Гликерия (Тэнасе), духовным попечением над монахинями обители осуществлял иеромонах (с 1981 года — епископ Нямецкий) Демосфен (Йоницэ). Иерарх скончался в этом монастыре 20 июля 2024 года и там же был похоронен.
В настоящее время в монастыре проживает около 100 насельниц, а жизнь общины организована по уставу святого Саввы Освященного.